# Tonsina (Alaska)
Tonsina es un lugar designado por el censo ubicado en el Área censal de Valdez–Cordova en el estado estadounidense de Alaska. En el Censo de 2010 tenía una población de 78 habitantes y una densidad poblacional de 0,19 personas por km².

## Geografía
Tonsina se encuentra en las coordenadas 61°31′51″N 145°6′39″O / 61.53083, -145.11083. Según la Oficina del Censo de los Estados Unidos, Tonsina tiene una superficie total de 412.4 km², de la cual 411.82 km² corresponden a tierra firme y (0.14%) 0.57 km² es agua.

## Demografía
Según el censo de 2010, había 78 personas residiendo en Tonsina. La densidad de población era de 0,19 hab./km². De los 78 habitantes, Tonsina estaba compuesto por el 87.18% blancos, el 0% eran afroamericanos, el 8.97% eran amerindios, el 0% eran asiáticos, el 0% eran isleños del Pacífico, el 0% eran de otras razas y el 3.85% pertenecían a dos o más razas. Del total de la población el 0% eran hispanos o latinos de cualquier raza.